# 尼泊尔文化

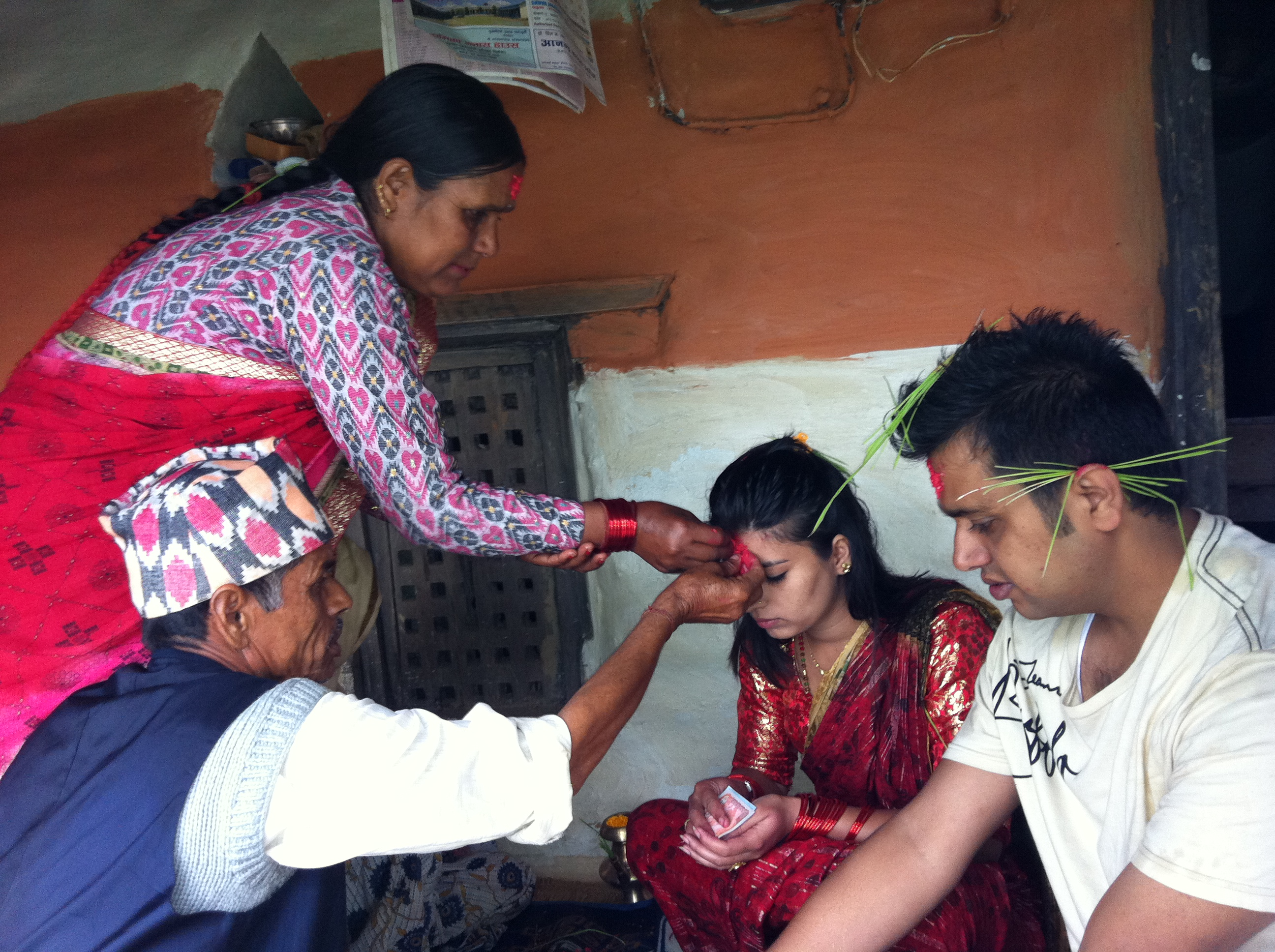
Senior offering Dashain Tika on great Nepali Hindu festival at a traditional home

2006年之前，尼泊爾是世界上唯一一個印度教王國，（现已被廢止），其文化也是典型的印度教文化。

## 历史

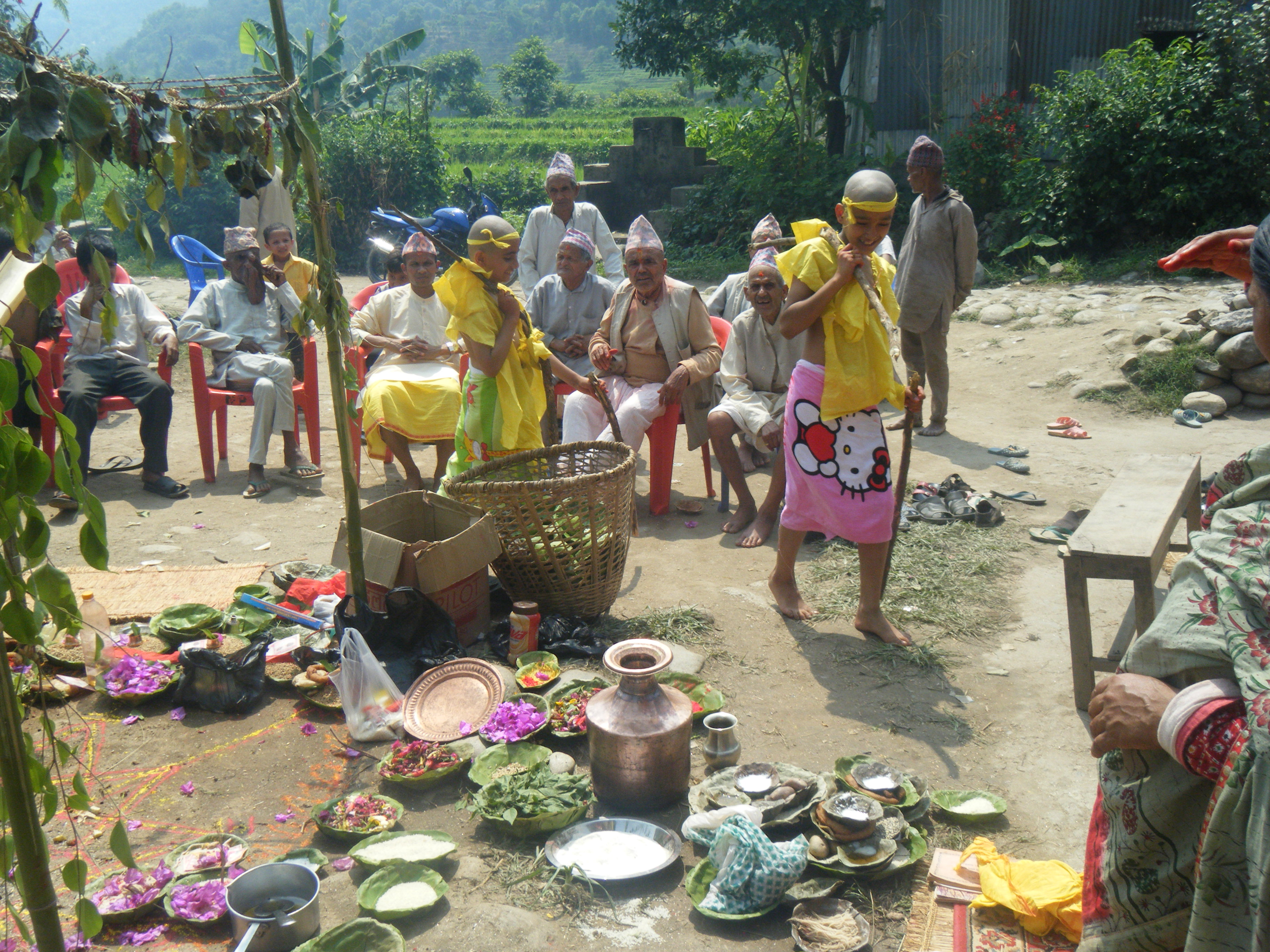
At Upanayana ceremony of Nepali Khas castes

關於尼泊爾信仰印度教的時代，有尼泊爾人認為是公元前1000年，比較合理的是李查維王朝，因為這家族來自印度，這是從布達尼爾莎寺（毗濕奴寺）的碑文可知，李查維人雖信仰印度教，但沒有強行推廣，一方面雖然多數國王信仰濕婆，也有信仰毗濕奴，另外也有很多人信仰佛教，直到8世紀，商羯羅·阿查里亞到尼泊爾傳教，大量焚燒佛教書籍，到14世紀馬拉王朝國王賈亞斯提提時大力推行摩奴法典的制定，種姓制度日漸精密，到沙阿王朝正式提出印度教是國教，嚴禁屠宰黃牛和使用牛皮產品 ，在1854年1月6日頒布民法大典(穆魯吉艾恩)，對違反種姓制度者予以嚴懲，印度教國家正式成型。
佛教在拉納家族统治时期地位低下，拉纳家族把印度教定为国教，把帕苏帕提称为国神。在2006年，尼泊爾成為一個世俗國家。所有的宗教獲得平等機會。

## 习俗
尼泊爾人不吃牛肉和牛皮產品，因為黃牛神聖(在唯印度教時代殺牛處15年徒刑)，不吃豬，因為太污穢。尼泊爾人死後，由婆羅門主持儀式，用白布包裹屍體，並於24小時內火化，骨灰投入河中。尼泊爾人講究送終守孝，雙親去世刮去全身毛髮，用白布圍身，開始齋戒，所謂守孝是吃齋禁欲13日，之後一年不能參加娛樂，不能飲酒，不能進廟，一年後才可脫孝服。